# 815 (číslo)
Osm set patnáct je přirozené číslo. Následuje po čísle osm set čtrnáct a předchází číslu osm set šestnáct. Římskými číslicemi se zapisuje DCCCXV a řeckými číslicemi ωιε.

## Matematika
815 je:
- Deficientní číslo
- Poloprvočíslo
- Nešťastné číslo

## Astronomie
- (815) Coppelia je planetka hlavního pásu, kterou objevil v roce 1916 Max Wolf

## Roky
- 815
- 815 př. n. l.